# Studebaker
Studebaker est une compagnie américaine créée par Clément Studebaker le 16 février 1852 à South Bend, en Indiana. Après avoir d'abord produit des chariots tirés par des chevaux, puis des automobiles et des camions, la compagnie abandonna le marché automobile en 1966.

## Les débuts
La firme est fondée par des descendants d'immigrants allemands nommés Studebaker. Originellement forgerons, ceux-ci se sont installés dans l'Indiana en 1852. Ils commencent par fournir diverses pièces métalliques pour des chariots, puis construisent des chariots complets.

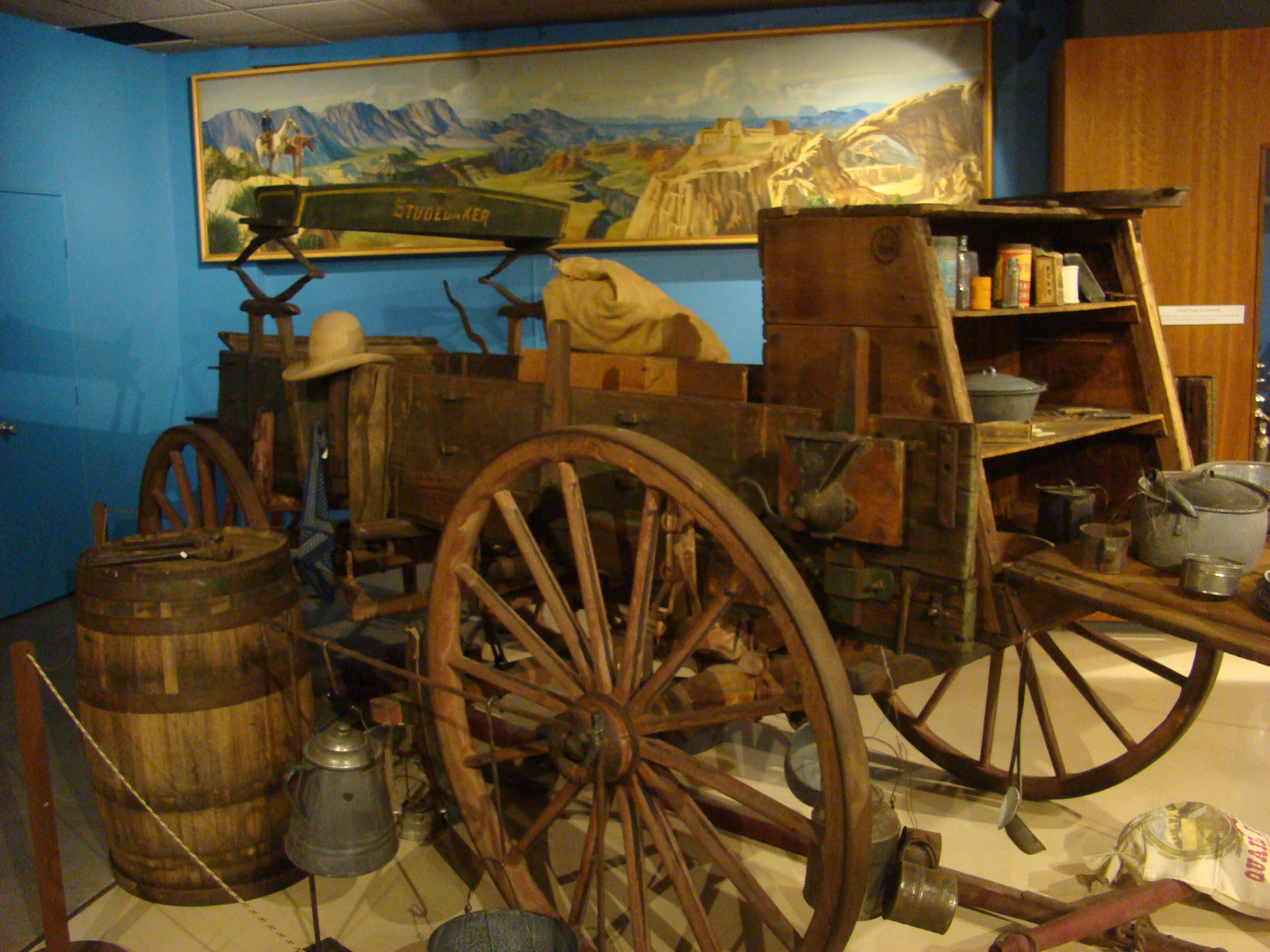
Chariot Studebaker vers 1865. À l'arrière se trouve une malle aménageable selon les nécessités. Arizona history Museum of Tucson AZ.

Dès 1895, la compagnie prend le virage de l'automobile, optant au départ pour l'utilisation de l'électricité plutôt que celle du pétrole comme source d'énergie. Toutefois, elle diversifiera sa production pour produire des véhicules utilisant de l'essence en 1904.

## Les voitures Studebaker 1902-1966

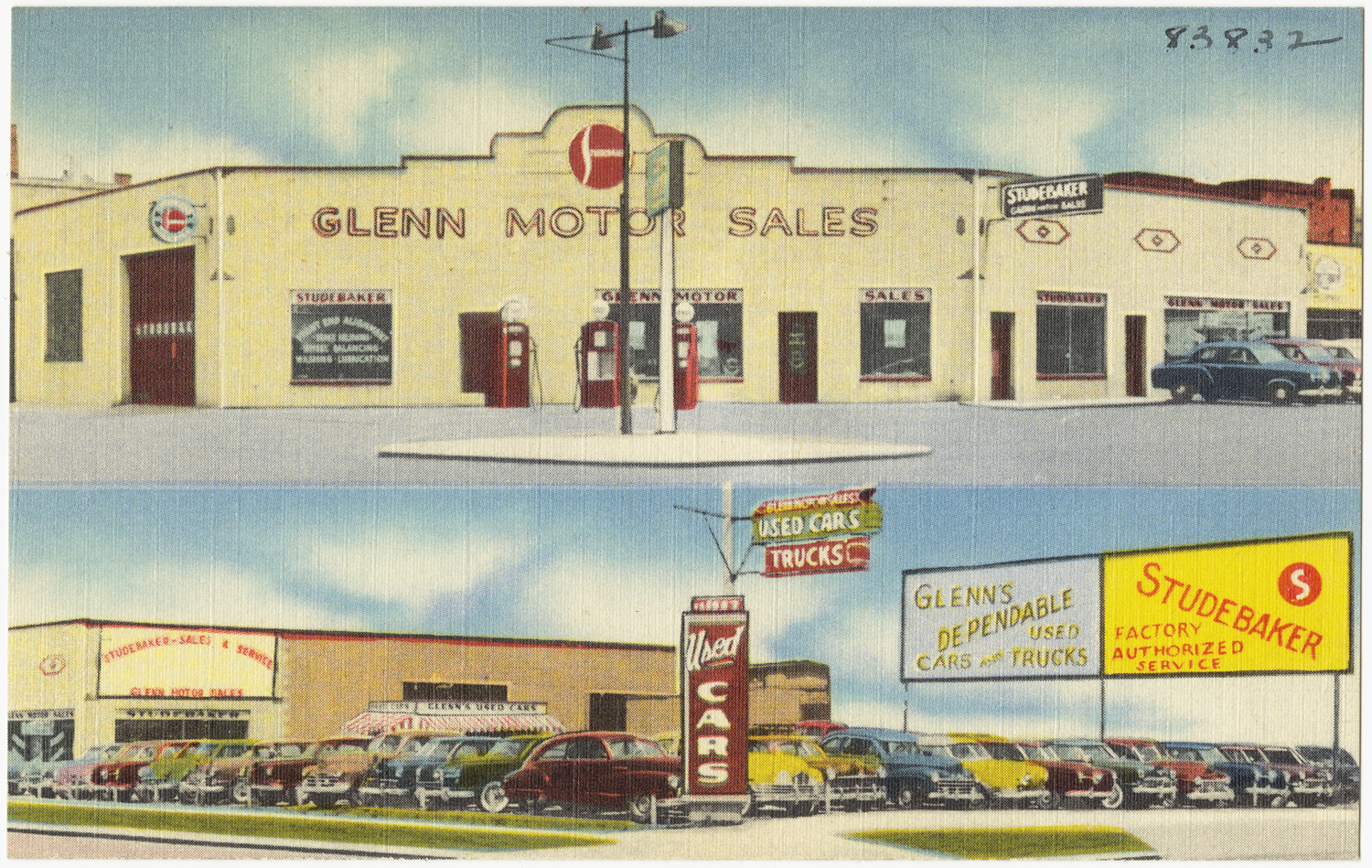
Concessionnaire Studebaker au Michigan, période de 1930-1945.

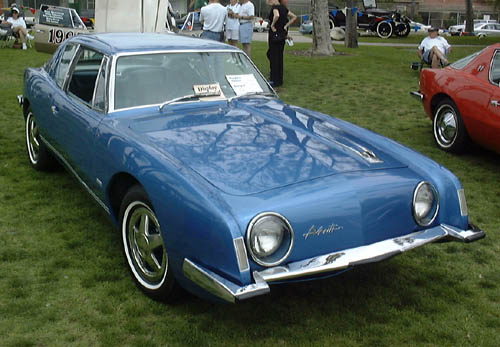
Avanti de 1963 par Raymond Loewy, la calandre invisible est située sous le pare-chocs.

Les premières automobiles sont produites en 1902, il s'agit de véhicules légers à moteur électrique. Ce n'est qu'en 1904 que seront produits des véhicules «classiques» avec la société Garford.
En 1960, les Trois grands présentent leurs modèles compacts. En 1961, un nouveau styliste, Brooks Stevens, mène une refonte des modèles et les ventes de Studebaker augmentent.
Le plus grand évènement sera le modèle Avanti, une sportive au caractère affirmé présentée en 1963 et dessinée par Raymond Loewy. Malheureusement des problèmes liés au durcissement de la fibre de verre composant sa carrosserie, éloignent les acheteurs du fait de délais de livraison qui ne furent pas respectés, ce qui profita à la Chevrolet Corvette.
Malgré les attraits de l'Avanti, les ventes de Studebaker plongent et les activités sont transférées au Canada. De nouveaux modèles avec une autre dénomination sortent en 1964. Les moteurs sont fournis par Chevrolet mais l'absence de moyens de recherche et développement entraîne la fermeture de la branche auto en 1966. Après cela, l'Avanti sera produite en petite série durant de longues années sous sa propre marque, relancée par un groupe de passionnés.

## Chiffres de production
| Année | Vente                          | Production | Vente de véhicules électriques | Types de véhicules cette année |
| ----- | ------------------------------ | ---------- | ------------------------------ | ------------------------------ |
| 1902  |                                |            | (*)                            | Electric                       |
| 1903  |                                |            | (*)                            | Electric                       |
| 1904  |                                |            | (*)                            | Electric                       |
| 1905  |                                |            | (*)                            | Electric                       |
| 1906  |                                |            | (*)                            | Electric                       |
| 1907  |                                |            | (*)                            | Electric                       |
| 1908  |                                |            | (*)                            | Electric                       |
| 1909  |                                |            | (*)                            | Electric                       |
| 1910  |                                | 15300      | (*)                            | Electric                       |
| 1911  | 22555                          |            | (*)                            | Electric                       |
| 1912  | 28523                          |            | 1841 (*) Total 1902 à 1912     | Electric                       |
| 1913  | 35410                          |            |                                |                                |
| 1914  | 35460                          |            |                                |                                |
| 1915  | 46845                          |            |                                |                                |
| 1916  | 65885                          |            |                                |                                |
| 1917  | 42357                          |            |                                |                                |
| 1918  | 23864                          |            |                                |                                |
| 1919  | 39356                          |            |                                |                                |
| 1920  | 51474                          |            |                                |                                |
| 1921  | 66643                          |            |                                |                                |
| 1922  | 110269                         | 109222     |                                |                                |
| 1923  | 145167                         | 150192     |                                |                                |
| 1924  | 110240                         |            |                                |                                |
| 1925  | 134664                         |            |                                |                                |
| 1926  | 111315                         |            |                                |                                |
| 1927  |                                |            |                                |                                |
| 1928  |                                |            |                                |                                |
| 1929  |                                |            |                                |                                |
| 1930  |                                |            |                                |                                |
| 1941  | 133855                         |            |                                |                                |
| 1946  |                                | 119275     |                                |                                |
| 1947  | 191531                         |            |                                |                                |
| 1950  | 334554 (Y compris les camions) | 275000     |                                |                                |
| 1951  | 285000                         |            |                                |                                |

## Production de camions
- 1913 : un premier camion à moteur à essence apparait ;
- 1927 : un nouveau camion lourd de 3 tonnes propulsé par un moteur à essence 6-cylindres de 5,9 litres est produit ;
- 1928 : Studebaker s'associe avec Pierce-Arrow, les camions s'appelant alors Studebaker Pierce Arrow ;
- 1932 : la nouvelle société connait une brève association de deux ans avec la White Motor co., pour faire construire leurs camions ;
- 1935 : Studebaker est à nouveau indépendant ;
- 1936 : des modèles à capot et à cabine avancée sont produits. Le plus lourd a une charge utile de 3 tonnes.

Des camions militaires, appelés Studebaker US6, 6 × 4 et 6 × 6 propulsés par des moteurs Hercules seront construits pendant la Seconde Guerre mondiale, ainsi que la chenillette de transport M29 Weasel qui fut longtemps utilisée par les Expéditions polaires françaises. L'après-guerre voit la venue de camions légers modernisés pour 1,5 à 2 tonnes.
Au début des années 1950, les usines de Forest (Bruxelles, Belgique) procèdent au montage de l'exemplaire unique du car publicitaire Apollinaris (eau minérale), de marque Studebaker, utilisé plus particulièrement pour l'organisation des jeux de plage Les Rois du volant à la côte belge (1951-1970).
- 1954 : Studebaker fusionne avec Packard, créant la marque Studebaker-Packard Corporation (en). Studebaker se séparera de Packard en 1956 et cette dernière fera faillite en 1958.
- 1962 : la marque produit un nouveau camion poids lourd avec un tracteur de 19 tonnes, le E45, équipé d'un moteur Detroit Diesel ou d'un moteur à essence nommé Power Star. Ce dernier camion sera commercialisé sous le nom de Transtar ;
- 1964 : fin de la production de camions ;
- 1967 : après avoir converti ses activités comme société de placements en valeurs mobilières, la firme est achetée par Worthington pour devenir Studebaker-Worthington.

## Tentative récente - avortée - de renaissance
- 1962 GT Hawk Concept
- 1963 Spectre Concept
- 2003 XUV Concept

## Quelques modèles Studebaker

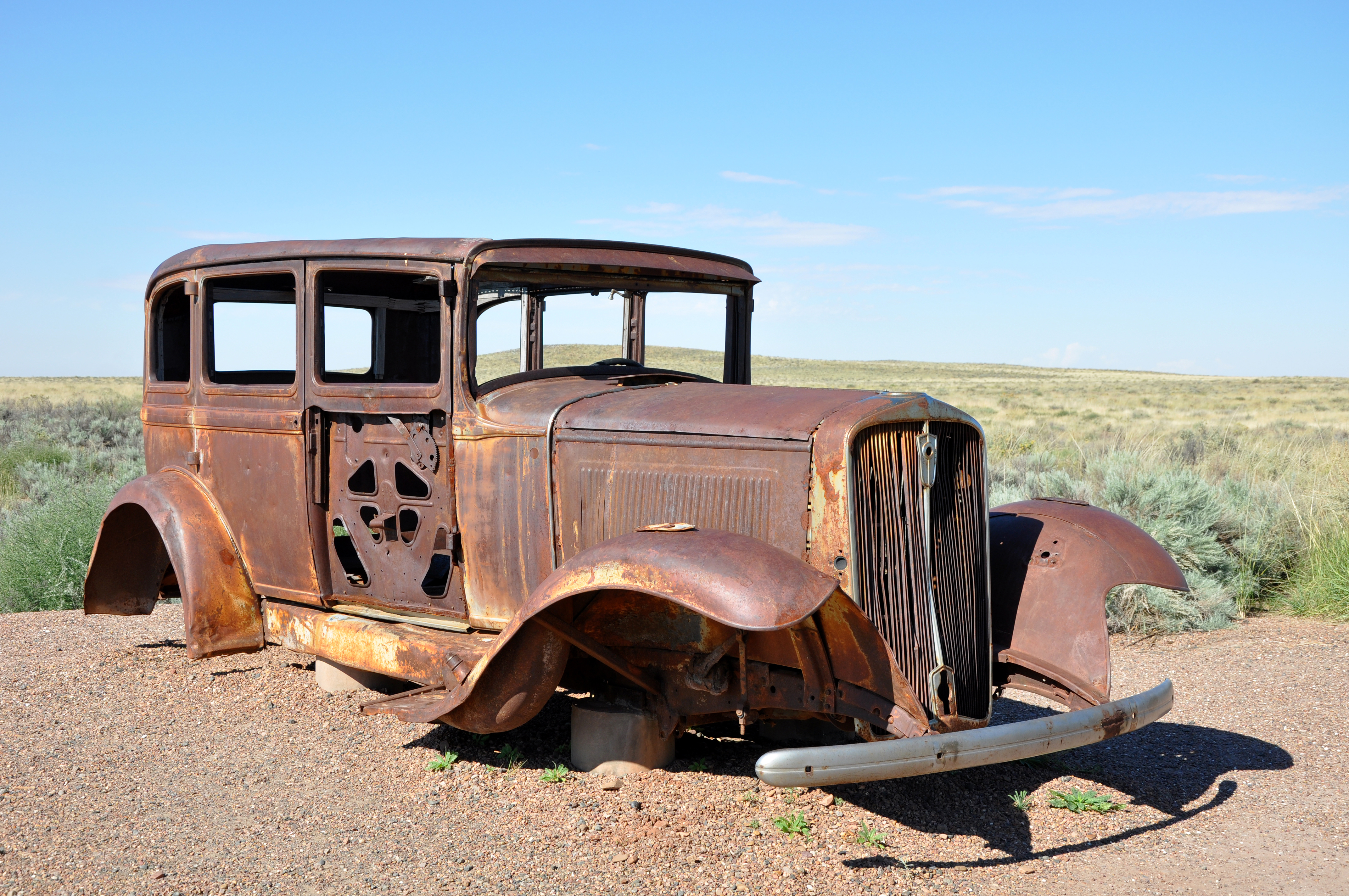
Épave de Studebaker Sedan au bord de la Route 66.

- Dictator (1927-1937) Sedan et 2-portes
- Studebaker Rockne (1932-1933) Coupé, convertible, Sedan
- Commander (1928-1935), (1937-1958), (1964-1966)
- US6 (1941-1945)
- Conestoga (1954-1955), Station Wagon
- Hawk series (1956-1964)
- Golden Hawk (1956-1958), Coupé
- Scotsman (1957-1959), Station Wagon, puis Pick-up
- Champ (1960-1964), Pick-up
- Avanti (1962-1963), Coupé
- GT Hawk (1962-1964), Coupé
- Daytona Wagonair (1963-1966), Station Wagon
- Commander (1964-1966)
- Cruiser, Sedan
- Daytona Sport, 2-portes
- Daytona Convertible
- GT Hawk Concept, Sedan
- Lark, Sedan
- Lark Convertible
- Spectre Concept, 2-portes

## Studebaker en course
- Carrera Panamericana (édition moderne).

Mais aussi entre autres :
- Gran Premio Argentino routier en 1923 (Guillermo Burke) ;
- Course de côte du Mont Washington 1930 (Ab Jenkins) ;
- Pole position aux 500 Miles d'Indianapolis 1931 (Russ Snowberger) ;
- 3e des 500 miles d'Indianapolis 1932 (Cliff Bergere).